# Геннадій (Гоголев)
Генна́дій Го́голев (в миру Михайло Гоголев, 10 березня 1967, Санкт-Петербург) — єпископ Російської православної церкви, єпископ Каскеленський, вікарій Астанайської єпархії, керуючий справами Митрополичого округу Російської православної церкви в Республіці Казахстан, ректор Алма-Атинської духовної семінарії. Кандидат богослів'я. Поет.
Член Міжсоборної Присутності Російської православної церкви. Співголова Комісії зі зв'язків Російської православної церкви і Коптської церкви. Член Синодальної біблійно-богословської комісії.

## Біографія
Народився в сім'ї службовців. Правнук депутата Державної Думи Лисенка І. І.
У 1974-1984 роках навчався в середній школі № 139 Калінінського району міста Санкт-Петербурга з поглибленим вивченням математики.
У 1984-1986 роках навчався в Московському інституті криптографії, зв'язку та інформатики.
З березня по грудень 1986 року проходив службу в лавах Радянської армії в Ленінградській і Вологодської областях.
З грудня 1986 по липень 1987 року - псаломщик Космодаміановської церкви міста Кірсанов Тамбовської єпархії.
У 1987 році вступив в Санкт-Петербурзьку духовну семінарію, яку закінчив в 1990 році за першим розрядом.
У 1988-1990 роках - псаломщик Нікольської церкви села Сабліно Тосненського району Санкт-Петербурзької єпархії.
У 1990 році вступив в Санкт-Петербурзьку духовну академію.
21 вересня 1990 висвячений в сан диякона митрополитом Санкт-Петербурзьким і Ладозьким Іоанном Сничьовим.
18 листопада 1990 висвячений в сан пресвітера архієпископом Смоленським і Калінінградським Кирилом Гундяєвим.
У 1990-1992 роках - священик Спасо-Преображенського собору Санкт-Петербурга.
У 1992-1994 роках - священик Михайлівського собору міста Ломоносов Санкт-Петербурзької єпархії.
Після закінчення духовної академії в 1994 році прийняв запрошення архієпископа Костромського і Галицького Олександра Могильова взяти участь у відродженні духовної освіти в Костромській єпархії, і у вересні 1994 року був прийнятий в клір Костромської єпархії.
1 січня 1995 архієпископом Костромським і Галицьким Олександром пострижений в чернецтво з ім'ям Геннадій, в честь преподобного Геннадія Костромського.
З 6 жовтня 1995 по 17 липня 1996 року - ректор Костромського духовного училища.
У 1995-2010 роках - настоятель Свято-Олексіївської церкви міста Костроми, голова Єпархіальної комісії канонізації святих Костромської єпархії.
У 1996 році возведений у сан ігумена.
З 1996 року брав участь в різних проектах в галузі православного молодіжного служіння, що проводяться в рамках діяльності Всецерковного православного молодіжного руху, пізніше - Синодального відділу у справах молоді.
У 1995 році на XV Генеральній Асамблеї Всесвітнього братства православної молоді «Синдесмос» був обраний до складу Виконавчого комітету в якості представника Східно-європейського регіону.
З 17 липня 1996 року ректор відродженої Костромської духовної семінарії. Викладав в Костромській духовній семінарії історію Російської православної церкви, загальноцерковну історію, пастирське богослів'я.
1 вересня 1998 возведений у сан архімандрита.
З 2000 року - заступник голови Синодального відділу у справах молоді.
З квітня 2010 року - клірик Астанайської і Алма-Атинської єпархії.
З квітня 2010 року по січень 2011 року - настоятель Вознесенського кафедрального собору.
31 травня 2010 постановою Священного синоду призначений єпископом Каскеленським, вікарієм Астанайської єпархії.
26 липня 2010 постановою Священного синоду призначений ректором Алма-Атинської духовної семінарії із звільненням з посади ректора Костромської духовної семінарії.
7 жовтня 2010 року в Тронному залі Свято-Троїцької Сергієвої Лаври відбулося наречення , а 10 жовтня в соборі Різдва Пресвятої Богородиці міста Орєхово-Зуєво Московської області - архієрейська хіротонія, яку очолив патріарх Московський і всієї Русі Кирило Гундяєв.
18 листопада 2010 на першому засіданні Синоду Митрополичого округу Російської православної церкви в Республіці Казахстан був призначений Керуючим справами Синоду Митрополичого округу і головою Богословської комісії округу.
З 11 лютого по 15 грудня 2012 гороку - голова Комісії у справах молоді округу.
15 грудня 2012 року на засіданні Синоду Округу титул «Керуючий справами Синоду Казахстанського Митрополичого округу» був змінений на «Керуючий справами Казахстанського Митрополичого округу».
1 лютого 2017 року рішенням Священного синоду включений до складу створеного тоді ж Організаційного комітету з реалізації програми загальноцерковних заходів до 100-річчя початку епохи гонінь на Російську православну церкву.

## Твори
Автор монографії «Велетень вченості. Життя і праці протоієрея О. В. Горського», численних статей та інтерв'ю з історії Російської православної церкви, православної педагогіки, літературознавства, на суспільно-політичні теми. Пише вірші.
Єпископ Геннадій (Гоголєв). Вірші. --- М.: ЕКСМО, 2017. --- 160 с. --- ISBN: 978-5-04-089548-9.

## Нагороди
- Орден «Алгис» (Подяка) (12 березня 2012 року)
- Орден Курмет (5 грудня 2016 року)